# Giras de los Beatles por Estados Unidos en 1964
Las dos giras americanas de los Beatles en 1964 fueron las dos primeras giras del grupo inglés en Estados Unidos y Canadá.
Mientras que los populares artistas británicos luchaban por exportar a los Estados Unidos, Los Beatles pudieron hacerse un nombre allí en su primera visita, en febrero de 1964. Con la ayuda de una gran campaña publicitaria de Capitol Records, la banda atrajo multitudes y trajo la Beatlemanía con ellos. Durante estas dos semanas en Estados Unidos, los Beatles actuaron dos veces en el Ed Sullivan Show, donde rompieron récords de audiencia televisiva y dieron conciertos en prestigiosos lugares de Nueva York, Washington y Miami. Mientras que la prensa, particularmente en Nueva York, era crítica y dudosa, la primera aparición del grupo en suelo americano fortaleció sus ventas récord y estableció su dominio de las listas de éxitos americanos.
La segunda gira, mucho más importante, se extendió durante un período de un mes, en agosto y septiembre de 1964. Fue muy largo y agotador para el grupo, con una treintena de conciertos y requirió una logística considerable, especialmente por parte de las autoridades locales, que tuvieron que asegurarse de que los fanes no se desbordaran. La gira estuvo marcada por numerosos incidentes y desencadenó algunas controversias, en particular en lo que respecta a la histeria mostrada por los fanes de la banda. Sin embargo, la gira confirmó el éxito de los Beatles en América del Norte, atrayendo a un público total de aproximadamente 360.000 personas. Todos estos eventos los convierten en los precursores de la invasión británica.

## Descubrimiento de los Estados Unidos (febrero de 1964)
Sabíamos que América nos haría estrellas mundiales o nos destruiría. Al final, nos lo hizo.
Brian Epstein, mánager de los Beatles.

### Preparación
Antes de los Beatles, ningún artista británico popular en su país parecía capaz de exportar su éxito a los Estados Unidos. Uno de los ejemplos más llamativos es Cliff Richard, cuya historia refrena las ambiciones de los Beatles y les hace considerar definitivamente el mercado americano como inaccesible. John Lennon testifica: «Cliff salió y se levantó. Estaba en la parte inferior del cartel de Frankie Avalon». Además, a principios de 1963, cuatro discos de los Beatles fueron distribuidos en los Estados Unidos por dos compañías discográficas diferentes (Vee Jay y Swan Records), pero sin éxito. Sin embargo, al mismo tiempo, los Beatles estaban causando una locura popular tan resonante en el continente europeo que la prensa comenzó a hablar de la Beatlemanía.
Confiado en el éxito de los Beatles en Europa, su mánager Brian Epstein viajó a Nueva York en noviembre de 1963 para tratar de invertir en el mercado americano. Empezó haciendo de Capitol Records el único distribuidor de los discos de su grupo en los Estados Unidos. Aunque Capitol era una subsidiaria de EMI, la compañía matriz de los Beatles, no había sido de interés para los Beatles hasta entonces. Epstein luego fue a ver a Ed Sullivan, el anfitrión de la CBS del Ed Sullivan Show, el programa de variedades más popular de los Estados Unidos. Epstein consiguió dos apariciones de los Beatles en Sullivan, pero por solo 10 000 dólares, mucho menos que las tarifas actuales. El productor de Sullivan explicó más tarde que consideraba la idea ridícula en ese momento, ya que los Beatles no solo eran ingleses sino también completamente desconocidos en América del Norte. No obstante, Ed Sullivan pudo obtener una imagen clara de la Beatlemanía el día en que, en octubre de 1963, se vio atrapado en una prisa indescriptible en el aeropuerto de Londres cuando su avión se retrasó debido a la llegada de los Beatles, al regresar de una serie de conciertos en Suecia. Sullivan consciente del potencial de los jóvenes músicos ingleses, aceptó la petición de Epstein tras varios días de negociaciones. Así pues, los dos programas en los que participaría el grupo estaban programados para el 9 y el 16 de febrero de 1964  y la campaña publicitaria, lanzada por Capitol en diciembre, aseguraba la máxima promoción del grupo.

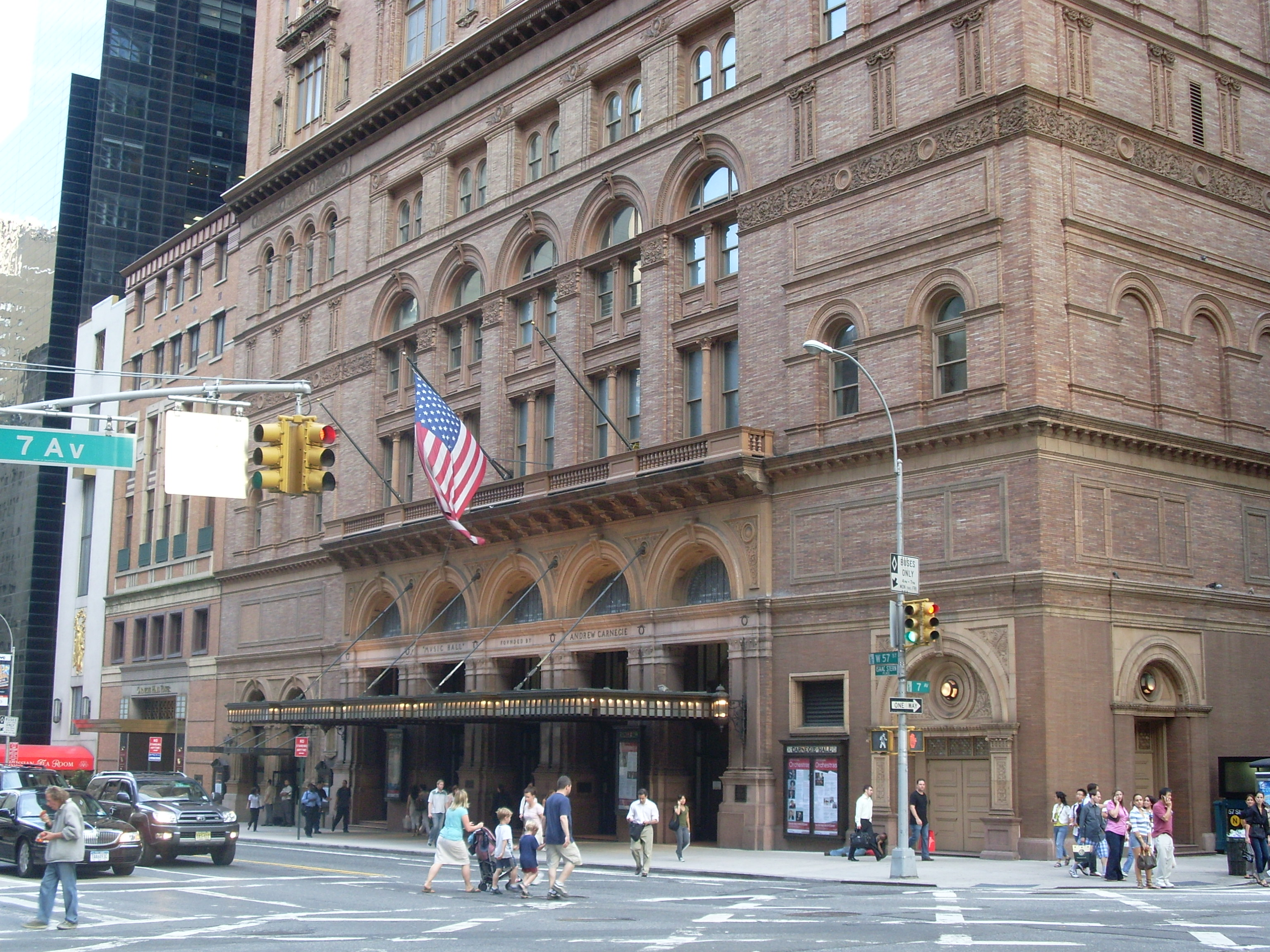
En 1964, Brian Epstein obtuvo dos conciertos en el Carnegie Hall de Nueva York.

Valiéndose de este éxito inicial, Epstein se reunió con el productor y promotor musical Sid Bernstein y negoció dos conciertos en el renombrado Carnegie Hall de Nueva York. Para Epstein, era la mejor sala de conciertos del mundo en ese momento, siendo apenas accesible para los músicos de pop. Sid Bernstein oyó hablar de los Beatles cuando era estudiante. Agente artístico de la General Artists Corporation (GAC), estudió ciencias políticas en la escuela nocturna con especialidad en Inglaterra, lo que le llevó a leer la prensa del país: «Solo vi artículos sobre los Beatles. Se suponía que iba a hacer trabajo juvenil para el GAC, y no sabía nada de ellos. Nadie en el negocio estaba interesado en la escena inglesa». Ofreció al mánager de los Beatles 6500 dólares por dos espectáculos en el Carnegie Hall, que Epstein aceptó finalmente.  Al convertirse en el primer hombre en organizar un concierto de los Beatles en Nueva York, Bernstein ganó estatus y fundó su propia agencia. Más tarde organizaría todos los conciertos del grupo en Nueva York, con una excepción.
El 13 de enero de 1964, I Want to Hold Your Hand fue lanzada como single en los EE. UU. y alcanzó el número 83 en las listas de éxitos de los EE. UU., habiendo pasado dos meses en la cima de las listas de éxitos en el Reino Unido. Dos semanas después, el sencillo subió al puesto 42. A principios de febrero, mientras los Beatles daban una serie de conciertos en el Olympia de París, la noticia llegó finalmente: su álbum acababa de llegar a la cima de las listas americanas. Periodistas de todo el país cruzaron el Atlántico para entrevistar a los cuatro músicos (la revista Life publicó un reportaje de seis páginas) y, al mismo tiempo, el Carnegie Hall se vio abrumado por las solicitudes de entradas. Sid Bernstein testifica que tuvo que ceder su asiento a la esposa de Nelson Rockefeller, Margaretta, y que pudo haber vendido las entradas a un precio cuatro veces mayor. El Ed Sullivan Show también estaba bajo asedio: 50 000 solicitudes para los 728 asientos del auditorio de la CBS, situado en Broadway, desde el que se emitió el show. Además, para mantener su compromiso con el Carnegie, Brian Epstein rechazó una oferta de varios miles de libras en el Madison Square Garden.
En este contexto ya favorable, Capitol Records invirtió 50 000 dólares en la campaña publicitaria. Cinco millones de carteles de «Los Beatles están llegando» están colocados en todo el país. La discografía británica del grupo fue enviada a los principales disc jockeys locales, y se distribuyeron un millón de copias de un periódico de cuatro páginas dedicado al grupo. La dirección del Capitolio fue fotografiada con una peluca de los Beatles, y celebridades americanas como Janet Leigh hicieron lo mismo. El vicepresidente de Capitol lo resumió así: "«Por eso hemos sido tan exagerados. Pero todo el bombo del mundo nunca venderá un mal producto. Por lo tanto, se espera a los Beatles antes de que salgan de su país».

### Llegada de la Beatlemanía
"Parece que los Beatles fueron un remedio para esos oscuros días después de la muerte de John F. Kennedy. Algo diferente, exótico, alegre e incluso eufórico era ese remedio. Mirando hacia atrás, está claro que tuvo que venir de fuera de América, de más allá de las fronteras de un país todavía en duelo. »
Steve Greenberg, Billboard

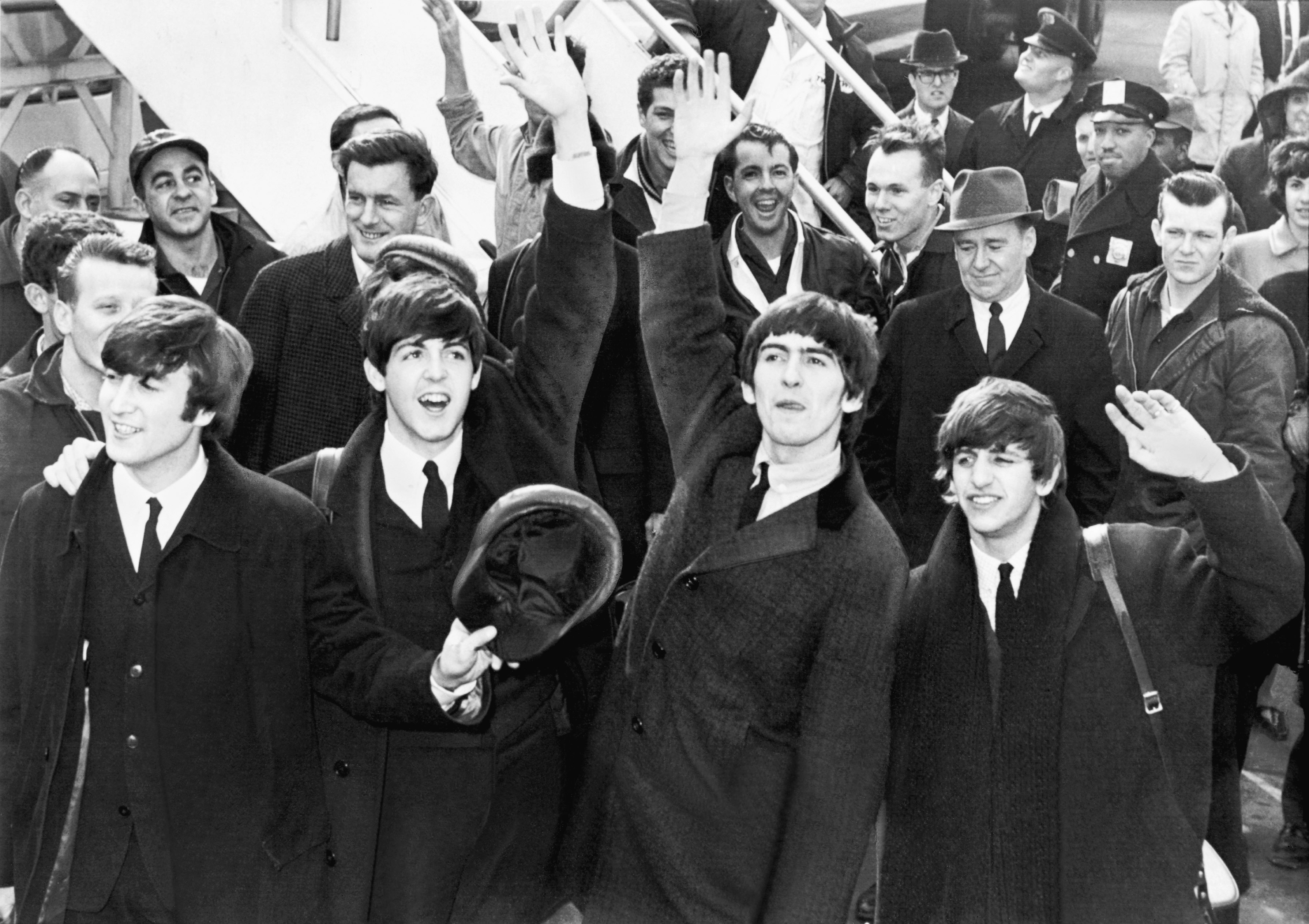
Llegada de los Beatles al aeropuerto JFK, el 7 de febrero de 1964.

El 7 de febrero de 1964, los Beatles despegaron del aeropuerto de Heathrow en Londres, donde fueron recibidos por una impresionante multitud de varios miles de fanes que vinieron a desearles un buen viaje. La emisora de radio de Nueva York WMCA los siguió hora a hora: "«Son las 6:30 a. m. hora de los Beatles. Salieron de Londres hace media hora y están actualmente sobre el Océano Atlántico, en dirección a Nueva York. La temperatura es de 0 grados Beatles». Cuando los Beatles desembarcan del vuelo 1014 de Pan Am en el aeropuerto JFK, se encuentran con que 10 000 fanes los están esperando. «Nos bajamos del avión, y es como si estuviéramos en casa, millones de niños otra vez»", observa Ringo Starr. Tan pronto como llegaron, los músicos británicos fueron llevados a bordo para una conferencia de prensa que tuvo lugar en una atmósfera sobreexcitada, incluso caótica, en una de las salas del aeropuerto  y se divirtieron mucho. A la pregunta «¿Puedes cantarnos algo?» La respuesta de John Lennon fue: «¡No! ¡El dinero primero!». Ringo Starr, por otro lado, cuando se le preguntó si le gustaba Beethoven, exclamó: «¡Es un gran tipo! Me gustan mucho sus poemas». Luego llegaron a Manhattan en una limusina negra flanqueada por policías montados (Paul McCartney tenía un transistor pegado a su oreja que transmitía continuamente su música), en medio de una horda de furiosos fanáticos amontonados en las aceras.
Los Beatles descubrieron entonces otra cultura, y en particular la de la publicidad agresiva, de la que se convirtieron en los instrumentos sin su conocimiento. Neil Aspinall, el mánager de la banda, testifica que "«la gente nos hacía todo tipo de cosas. Durante las conferencias de prensa, había grandes carteles detrás de nosotros promocionando este o aquel producto, y no nos dimos cuenta de nada». «Estamos luchando para conseguir una “licencia Beatles”», dijo. Ingenuamente, acordaron citar los nombres de tales y tales programas en vivo en la radio, ofreciéndoles indiscriminadamente publicidad gratuita. Brian Epstein finalmente le puso fin: "«Los anfitriones se estaban divirtiendo mucho, pero después de unos días tuve que detener el programa por completo»", dijo. No impedirá que las entrevistas de la banda, grabadas sin permiso, se publiquen a 33 rpm con su foto en la portada. Como resultado de este traslado a los Estados Unidos, se estima que las ventas del grupo de productos derivados en 1964 ascendieron a 50 millones de dólares.
Dos días después de su llegada, el 9 de febrero de 1964, el grupo se presentó en el estudio de Ed Sullivan Show. Por la tarde, grabaron un set para ser transmitido después de su partida, antes de participar en el espectáculo mismo, en vivo, esa misma noche. Los Beatles presentaron cinco de sus canciones, abriendo con All My Loving, Till There Was You y She Loves You, y volviendo con I Saw Her Standing There y I Want to Hold Your Hand. El récord de audiencia del programa se disparó, con más de 73 millones de televidentes estadounidenses, es decir, alrededor del 45% de la población, lo que sigue siendo uno de los índices de audiencia más altos de la historia de la televisión estadounidense, sin contar las emisiones deportivas. Este cambio catódico ha dejado su marca en las mentes de toda una generación, con Paul McCartney informando sobre los comentarios que le hizo Dan Aykroyd de The Blues Brothers: "«¡Oh hombre, si recuerdo ese domingo por la noche! No podíamos entender lo que acabábamos de tener en plena cara». En retrospectiva, los medios de comunicación americanos llegarán a decir que este evento televisado restauró la moral de los Estados Unidos, aún profundamente traumatizados 77 días después del asesinato de John F. Kennedy. Unos días después, los Beatles participaron en un segundo show, esta vez en vivo desde el Deauville Hotel de Miami.
En marcado contraste con este éxito popular, la prensa de Nueva York publicó informes bastante sarcásticos, incluso despectivos, sobre su actuación. Así pues, los Beatles fueron juzgados «inofensivos, como los hula hoops y los peces voladores»" (New York Post, New York World Telegram]y Sun), o descritos como «cuatro tipos de Liverpool no muy perturbadores y divertidos» (New York Journal). El Herald Tribune culpó de su éxito a la publicidad, mientras que Newsweek calificó sus canciones de «desastrosas, un grotesco revoltijo de sentimientos de tarjetas de San Valentín». Exasperado por esta difícil recepción, Brian Epstein estuvo a punto de cancelar las conferencias de prensa que se han programado. El 10 de febrero, el Capitol concedió al grupo dos discos de oro por I Want To Hold Your Hand y Meet the Beatles!; el 12, fue un disco de oro por She Loves You, ya que la canción subió rápidamente a las listas de éxitos, alcanzando el primer lugar el 21 de marzo.
La Beatlemanía se apoderó de la audiencia de Nueva York. El hotel de los Beatles no planeó nada especial, pensando que estaban tratando con hombres de negocios comunes. El Hotel Plaza estaba constantemente bajo asedio de los fanes y la prensa. Los Beatles estaban obligados a permanecer en sus habitaciones y debían notificar a la policía una hora antes de cualquier salida, de lo contrario la policía no podía garantizar su seguridad. El comienzo de una caminata en Times Square los desanimó a moverse sin estar encerrados en un automóvil. Durante el ensayo previo a su aparición en el Show de Ed Sullivan, se necesitaron unos 100 policías, asistidos por la Policía Montada, para contener a los fanes. Todavía se las arreglaron para visitar Central Park para una sesión de fotos, pero de nuevo bajo una buena guardia policial.  El Daily Mail resumió lo siguiente: «La policía de Nueva York no ha trabajado tan duro desde que Castro, Khrushchev y Tito unieron sus fuerzas en la ciudad en 1960».

### Washington, Nueva York y Miami
«No es cultura, es solo una gran broma»: Paul McCartney en respuesta a un periodista americano que le preguntó qué lugar creía que ocuparían los Beatles en la cultura occidental.

El recorrido de los Beatles en su primera gira americana.

Después de su primera aparición en el Ed Sullivan Show, Los Beatles tomaron el tren a Washington D. C. donde dieron su primer concierto real en suelo americano el 11 de febrero. En el tren, un reportero entrevistó a Paul McCartne. McCartney preguntó: «¿Qué crees que harán los Beatles en la cultura occidental?» El bajista de los Beatles le preguntó si estaba bromeando y dijo: «No es cultura. Es solo una gran broma». Un total de 8000 personas llenaron la sala del Washington Coliseum, la mayor audiencia de un concierto de los Beatles. Este primer concierto de los Beatles fue un presagio de todos los que vendrían. Como se convertirá en un hábito, las condiciones en las que tenían que actuar estaban lejos de ser ideales: en el Coliseum, el escenario estaba en medio de la sala, como un anillo, y los tambores de Ringo Starr se colocaban en un escenario giratorio para que la banda pudiera tocar delante de cualquier parte del público. El equipo funcionaba mal, y los propios Beatles tuvieron que girar el escenario en el que estaba instalado su baterista. Las condiciones de sonido para un público de este tamaño eran balbuceantes, la atmósfera era eléctrica, y las notas falsas se perdían en los gritos del público, que continuamente bombardeaba el escenario con caramelos de goma, los dulces que George Harrison se había declarado aficionado.
Para evitar las prisas, el Primer Ministro británico Alec Douglas-Home, que debía llegar a Washington el mismo día que los Beatles, pospuso su viaje un día. Durante su viaje, los Beatles fueron invitados a una recepción en la casa del embajador británico, donde tuvieron que cumplir con las exigencias de los invitados, como la firma de autógrafos, y tuvieron que tratar con fanes demasiado emprendedores, incluyendo a alguien que intentaba cortarle mechones de pelo a Ringo Starr. Los Beatles odiaban unánimemente este episodio, ya que John Lennon incluso abandonó el local antes del final, y sistemáticamente se negarán a ir a este tipo de recepción después. Fue mientras relataba este suceso del corte de pelo en la BBC que Ringo Starr dejó escapar las palabras « tomorrow never knows» un accidente lingüístico que se convertiría en el título de una canción de John Lennon y que se publicó dos años después en el álbum Revolver.
El 12 de febrero, la banda regresó a Nueva York para tocar dos conciertos agotados en el Carnegie Hall, también con entradas agotadas, con .000 personas asistiendo a cada actuación. Sin embargo, los decorados duraron solo 25 minutos, que la prensa no dejó de criticar.  Después del espectáculo, Sid Bernstein trató de negociar con Brian Epstein un concierto de última hora en el Madison Square Garden, justo antes de que la banda dejara los Estados Unidos; Epstein prefirió declinar.
Después de estos éxitos en Nueva York y Washington D. C., los Beatles volaron a Miami, al sur de Florida, para su segunda aparición en el Ed Sullivan Show. Una vez más, fueron esperados con impaciencia por los fanes furiosos, y esta vez el gentío causó miles de dólares de daños. Entre los ensayos en el Deauville Hotel y la larga serie de entrevistas, se tomaron unas vacaciones, en la playa, navegando en un yate o en una piscina prestada por un millonario. "«Mientras nos tostábamos al sol», como explicó John Lennon, el trabajo de composición para el próximo álbum, A Hard Day's Night, continuaba a buen ritmo. El 16 de febrero, actuaron en el Ed Sullivan Show en vivo desde su hotel, con un set ligeramente diferente (Till There Was You fue remplazada por This Boy, añadiéndose From Me to You). Aunque la estrella oficial del programa del día fue Mitzi Gaynor, fueron los Beatles quienes atrajeron una vez más a más de 70 millones de espectadores. Durante su corta estancia en Miami, conocieron al boxeador Cassius Clay, entonces en medio de la preparación de su pelea contra el campeón reinante Sonny Liston. La reunión fue ampliamente cubierta por la prensa, que jugó con la diferencia de estatura entre los Beatles y el futuro Muhammad Ali. Este último, que dominaría su deporte durante la próxima década, hizo un comentario: «Va a volver loco a Liston: los Beatles vienen a verme a mí y no a él».
Los Beatles partieron de  Estados Unidos el 22 de febrero. Tan pronto como regresaron a Inglaterra, las propuestas giras llegaron a su mánager Brian Epstein. La conquista de Epstein de los EE. UU. también se reflejó en las regalías de los discos: Capitol Records pagó a Epstein 253 000 dólares por un solo mes de ventas.

### Lista de canciones
En el Carnegie Hall de Nueva York y en el Washington Coliseum, la banda tocó su concierto completo. En otras noches se elió una selección de 12 canciones:
- Roll Over Beethoven
- From Me to You
- I Saw Her Standing There
- This Boy
- All My Loving
- I Wanna Be Your Man
- Please Please Me
- Till There Was You
- She Loves You
- I Want to Hold Your Hand
- Twist and Shout
- Long Tall Sally.[30]

## Primera gran gira americana (agosto de 1964)

### Contexto y logística
El 24 de marzo de 1964, el sencillo Can't Buy Me Love alcanzó el número uno de las listas de éxitos tanto en Reino Unido como en Estados Unidos, con un récord de tres millones de pre-pedidos en ambos países. Poco después, los Beatles lograron la hazaña de colocar cinco de sus canciones en el top cinco del Billboard Hot 100: Can't Buy Me Love, seguido de Twist and Shout, She Loves You, I Want to Hold Your Hand y Please Please Me. Esa semana, siete canciones más de la banda aparecieron en los Hot 100, con un total de doce títulos. Este éxito, sin precedentes y nunca igualado desde entonces, confirmó su establecimiento en el panorama musical americano. A partir de entonces, las condiciones estaban maduras para una gira de conciertos a mayor escala que su breve incursión en febrero. Antes de eso, los Beatles emprendieron una gira mundial a principios del verano de 1964: después de Europa (Dinamarca, Países Bajos), fueron a Hong Kong, luego a Nueva Zelanda y Australia, donde fueron recibidos por 300 000 fanes frente a su hotel, la mayor congregación que les había esperado. Durante las primeras fechas de esta gira a las antípodas, los Beatles tuvieron un baterista temporal, Jimmie Nicol, para reemplazar a Ringo Starr, que había sido sometido a una cirugía de amígdalas de emergencia.
Aunque ya no fue necesario hacer tanta promoción como cuando llegaron a Estados Unidos, la organización de la gira americana se extendió a lo largo de varios meses. Nat Weiss, a cargo de las operaciones y ya involucrado en la anterior visita del grupo a Estados Unidos, manifestó sobre la logística y la desmesurada cantidad de esfuerzo requerido: R«equirió casi tanta preparación como los desembarcos de Normandía. Millones y millones de dólares cambiaron de manos. Y todavía es imposible hacer una estimación de costos exacta, entre el sello de los Beatles, los recibos de los perritos calientes y la película». Los costos incluyeron el alquiler de un avión privado para su viaje. Muchos hoteles rechazaron al grupo debido a la falta de recursos para hacer frente a las dificultades que los rodeaban, incluida la seguridad. Otros medios desplegados incluyeron el uso de helicópteros y el alquiler de coches señuelo para engañar a los aficionados. El Daily Mail del 18 de agosto tituló el último álbum de la banda, «A Hard Day's...Month», en referencia al último álbum de la banda».
En su autorizada biografía sobre los Beatles, Hunter Davies hzio un recuento numérico de esta primera gran gira, descrita como la más larga y agotadora de todas. Durante 32 días, los Beatles recorrieron 361 300 kilómetros, incluidas 60 horas y 25 minutos de avión, para un total de 30 conciertos y una gala benéfica en 24 ciudades de Estados Unidos y Canadá.

### Desarrollo de la gira

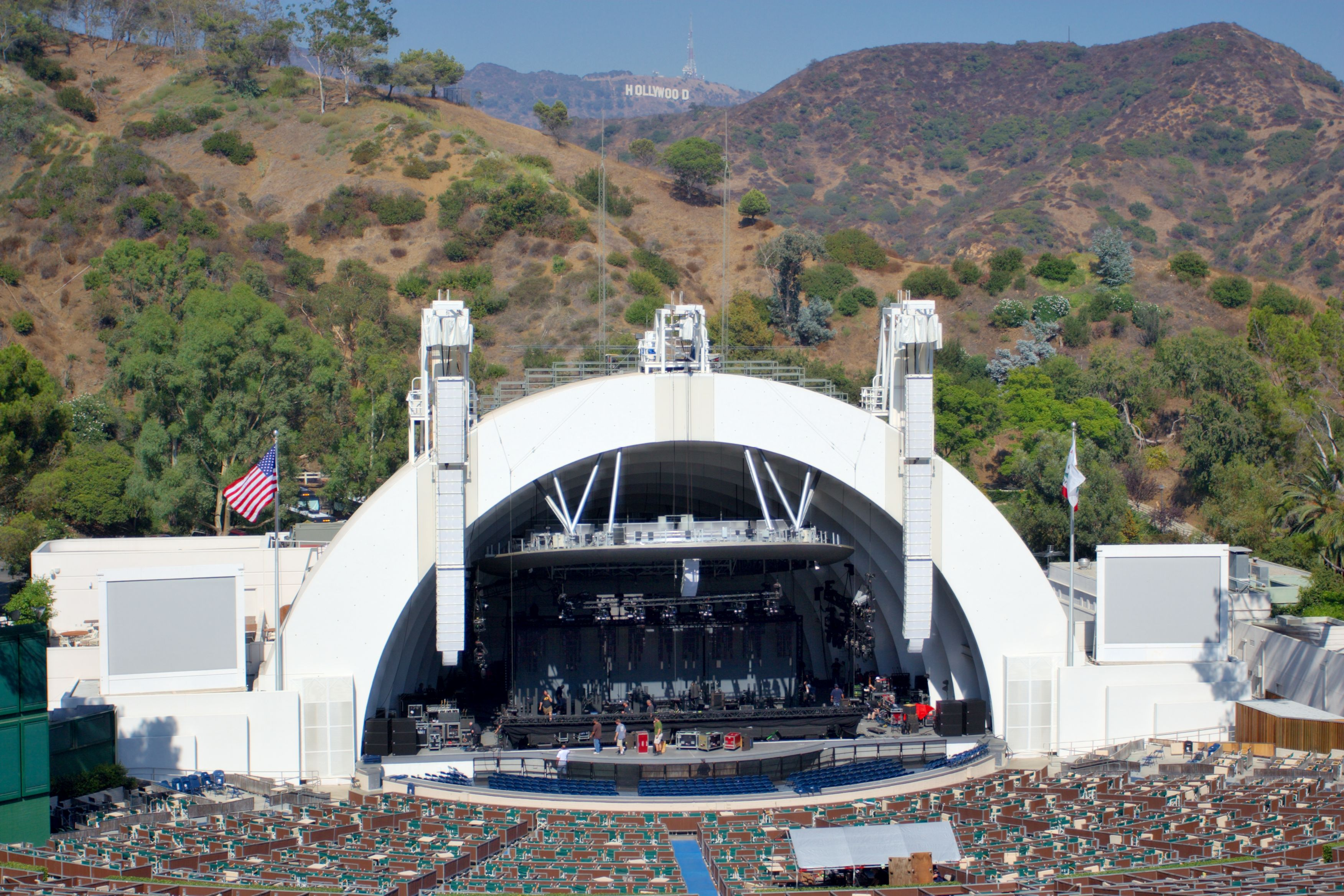
El Hollywood Bowl, anfiteatro al aire libre.

El primer concierto de la gira tuvo lugar en el Cow Palace de San Francisco el 19 de agosto de 1964. En todas partes, los Beatles «estuvieron rodeados por hordas de fanes histéricos», con más o menos consecuencias dependiendo de donde fuesen. El 22 de agosto en Vancouver, para su primer concierto en Canadá, la prensa informó que «un ariete humano de 1000 adolescentes rompió una puerta de más de 20 pies de ancho en un estadio donde la banda estaba tocando». La policía amenazó con cortar la electricidad si no se restablecía la calma. Al día siguiente, los Beatles estuvieron en Los Ángeles para un concierto en el Hollywood Bowl. Las autoridades estaban obligadas a tomar precauciones: se prohibió el acceso a una zona de 5 km² alrededor del anfiteatro y se tomaron medidas para que los residentes pudieran llegar a sus casas. Gracias a las instalaciones del escenario, Capitol Records creía que era la oportunidad perfecta para grabar un álbum en vivo de la banda. George Martin, el productor de la banda, fue enviado a la escena, pero no tenía idea de cómo reducir el grito de los 18 000 fanes presentes; manifestó: «Fue como poner un micrófono en la cola de un Boeing 747». Así que la idea del álbum se pospuso: el Live At The Hollywood Bowl fue finalmente lanzado en 1977, después de que George Martin y Geoff Emerick hubieran logrado un resultado aceptable con la ayuda de grabaciones de la gira de 1965.
Hubo muchos incidentes a lo largo del recorrido. Mientras estaba en Montreal, Ringo Starr recibió amenazas de muerte porque se le consideraba un «judío inglés», lo cual no es cierto. La seguridad fue reforzada, y Starr admitió que fue una de las pocas veces que se asustó tanto durante una gira. En Cleveland, se rompió una valla, obligando a la policía a detener el concierto. En Nueva Orleans, los fanse invadieron el césped y se pelearon con la policía, tratando de tocar a un Beatle. Un periodista escribió en su columna: «Entre canción y canción, John Lennon preguntaba regularmente: '¿Quién gana ahora?» Y anunciando que She Loves You, añadió: "«Nos gustaría que vinierais - ¡al menos los que aún estéis vivos!».
La histeria sistemática que acompaña al grupo ofendió a muchos psicólogos americanos, que se pronunciaron públicamente a favor de detener la gira. La polémica surgió cuando los Beatles no admiteron la segregación racial, una práctica que todavía se utiliza en algunas partes de los Estados Unidos, a pesar de los esfuerzos de Brian Epstein por mantenerlos fuera del debate político. En el Gator Bowl de Jacksonville, los Beatles amenazaron con no tocar si se segrebaba al público.
Durante la gira, Charles Finley, un millonario de Kansas City, se presentó para llevar a los Beatles por su ciudad, ofreciéndoles un caché récord de 150 000 dólares. Aunque la agenda del grupo ya estaba llena (aparte de los días libres de la banda), su mánager Brian Epstein aceptó la oferta, por el prestigio que representaba esta cantidad, que era inaudito en Estados Unidos. Los Beatles tocaron el 17 de septiembre, adaptando ligeramente su set a la ciudad anfitriona: interpretaron el popurrí Kansas City/Hey-Hey-Hey-Hey, que iba a aparecer en su próximo álbum, Beatles for Sale. La multitud estaba tan emocionada que la banda tuvo que bajar del escenario brevemente para que el públicose calmara. Después del concierto, el hotel donde se alojaron aprovechó su visita para vender piezas de sus fundas de almohada: 160 000 pequeños trozos de tela fueron cortados y vendidos por 1 dólar cada uno, con un certificado que atestiguaba su propietario original. Otra brillante propuesta fue presentada a Epstein, esta vez rechazada: una agencia de Nueva York le ofreció 4 millones de libras para intentar «comprar» el grupo.
A su regreso a Londres, cuando se les preguntó cómo encontraron América, la respuesta de John Lennon fue: «Girando a la izquierda de Groenlandia».
Tras hacerse famosos en Estados Unidos, y en la cima de las listas de éxitos hasta el final de su carrera, los Beatles acababan de iniciar el movimiento conocido como la «Invasión británica», abriendo la puerta a sus colegas británicos, como los The Rolling Stones, The Kinks, The Animals y The Who, que a su vez iban a hacerse cargo del enorme mercado americano. En cuanto a los Beatles, volvieron un año después para una segunda gran gira —The Beatles' 1965 USA Tour— que comenzó con una histórica actuación en el Shea Stadium de Nueva York el 15 de agosto de 1965.

### Programa y lista de conciertos
Aquí está el programa típico de canciones interpretadas por la banda durante esta gira:
1. You Can't Do That
2. All My Loving
3. She Loves You
4. Things We Said Today
5. Roll Over Beethoven
6. Can't Buy Me Love
7. If I Fell
8. I Want to Hold Your Hand
9. Boys
10. A Hard Day's Night
11. Long Tall Sally

En algunos conciertos, el orden de las canciones se cambia de la siguiente manera: I Saw Her Standing There en la apertura, Twist and Shout se movió a la conclusión, y She Loves You se retiró del programa. Para su concierto en Kansas City, Misuri, los Beatles abrieron interpretando la mezcla Kansas City/Hey-Hey-Hey-Hey, que iba a estar en su próximo álbum, Beatles for Sale.
| N.º | Fecha                                   | Ciudad            | Lugar                      | Audiencia  |
| --- | --------------------------------------- | ----------------- | -------------------------- | ---------- |
| 1   | 19 de agosto de 1964                    | San Francisco, CA | Cow Palace                 | 17 130     |
| 2   | 20 de agosto de 1964 (2 conciertos)     | Las Vegas, NV     | Convention Center          | 16 000     |
| 3   | 20 de agosto de 1964 (2 conciertos)     | Las Vegas, NV     | Convention Center          | 16 000     |
| 4   | 21 de agosto de 1964                    | Seattle, WA       | Seattle Coliseum           | 147 20     |
| 5   | 22 de agosto de 1964                    | Vancouver, CB     | Empire Stadium             | 20 261     |
| 6   | 23 de agosto de 1964                    | Los Ángeles, CA   | Hollywood Bowl             | 18 700     |
| 7   | 26 de agosto de 1964                    | Denver, CO        | Red Rocks Amphitheatre     | 5000       |
| 8   | 27 de agosto de 1964                    | Cincinnati, OH    | Cincinnati Gardens         | 14 000     |
| 9   | 28 de agosto de 1964                    | Nueva York, NY    | Forest Hills Stadium       | 16 000     |
| 10  | 29 de agosto de 1964                    | Nueva York, NY    | Forest Hills Stadium       | 16 000     |
| 11  | 30 de agosto de 1964                    | Atlantic City, NJ | Convention Hall            | 19 000     |
| 12  | 2 de septiembre de 1964                 | Filadelfia, PA    | Convention Center          | 13 000     |
| 13  | 3 de septiembre de 1964 (2 conciertos)  | Indianápolis, IN  | State Fair Coliseum        | 30 000     |
| 14  | 3 de septiembre de 1964 (2 conciertos)  | Indianápolis, IN  | State Fair Coliseum        | 30 000     |
| 15  | 4 de septiembre de 1964                 | Milwaukee, WI     | UW-Milwaukee Panther Arena | 1000       |
| 16  | 5 de septiembre de 1964                 | Chicago, IL       | International Amphitheatre | 19 000     |
| 17  | 6 de septiembre de 1964                 | Detroit, MI       | Olympia Stadium            | desconcida |
| 18  | 7 de septiembre de 1964 (2 conciertos)  | Toronto, ON       | Maple Leaf Gardens         | 35 522     |
| 19  | 7 de septiembre de 1964 (2 conciertos)  | Toronto, ON       | Maple Leaf Gardens         | 35 522     |
| 20  | 8 de septiembre de 1964 (2 conciertos)  | Montreal, QC      | Forum de Montreal          | 21 000     |
| 21  | 8 de septiembre de 1964 (2 conciertos)  | Montreal, QC      | Forum de Montreal          | 21 000     |
| 22  | 11 de septiembre de 1964                | Jacksonville, FL  | Gator Bowl Stadium         | 23 000     |
| 23  | 12 de septiembre de 1964                | Boston, MA        | Boston Garden              | 13 909     |
| 24  | 13 de septiembre de 1964 (2 conciertos) | Baltimore, MD     | Royal Farms Arena          | 13 000     |
| 25  | 13 de septiembre de 1964 (2 conciertos) | Baltimore, MD     | Royal Farms Arena          | 13 000     |
| 26  | 14 de septiembre de 1964                | Pittsburgh, PA    | Civic Arena                | 12 603     |
| 27  | 15 de septiembre de 1964                | Cleveland, OH     | Public Auditorium          | 12 000     |
| 28  | 16 de septiembre de 1964                | Nueva Orleans, LA | City Park Stadium          | 12 000     |
| 29  | 17 de septiembre de 1964                | Kansas City, MO   | Municipal Stadium          | 20 208     |
| 30  | 18 de septiembre de 1964                | Dallas, TX        | Memorial Coliseum          | 10 000     |
| 31  | 20 de septiembre de 1964                | Nueva York, NY    | Paramount Theatre          | 3682       |